# نیش‌آرواره درازپرتو
نیش‌آرواره درازپرتو (به انگلیسی: Longray Fangjaw) یا بناپارتیا پدالیوتا (نام علمی: Bonapartia pedaliota) نام یک گونه ماهی از خانواده گوشه‌دهانان است.
نیش‌آرواره درازپرتو به سرده بناپارتیا (Bonapartia) تعلق دارد.